# Аглая (ім'я)
Агла́я — жіноче ім'я грецького походження. Православна канонічна форма — Аглаїда (чоловіча форма Аглаїй). Походить від грец. Ἀγλαΐα, «Аглая» — імені молодшої з сестер-Харит, буквально — «блискуча», «сяйна».
Українські зменшені форми — Аглайка, Ага, Агуля, Гуля.

## Іменини
За православним календарем (новий стиль) — 1 січня (Аглаїда Римська), 4 квітня (мучениця Аглаїда).

## Відомі носійки
- Луїза Аглая Массар (1827—1887) — французька піаністка
- Аглая Оргені (1841—1926) — угорська оперна співачка (колоратурне сопрано)
- Аглае Прутяну (1866—1941) — румунська акторка
- Аглая Ветераній (1962—2002) — швейцарська акторка й письменниця румунського походження
- Аглая Шишкович (нар. 1968) — австрійська акторка
- Аглая Морчева (нар. 1972) — болгарська мультиплікаторка, художниця, акторка з озвучування
- Аглая Брікс (нар. 1990) — німецька акторка
- Аглая Шиловська (нар. 1993) — російська акторка
- Аглая Кремезі — грецька журналістка

Вигадані персонажі:
- Аглая — дружина Карагіозіса
- Аглая — персонажка гри Honkai: Star Rail
- Аглая Єпанчина — персонаж роману Ф. М. Достоєвського «Ідіот»